# Roestparasietje
Het roestparasietje (teleomorf:Eudarluca caricis, anamorf:Sphaerellopsis filum) is een hyperparasitaire schimmel, die tot het geslacht Eudarluca behoort. Het leeft als biotrofe parasiet en parasiteert op onder andere Pucciniaceae-soorten.

## Kenmerken
Het roestparasietje parasiteert het uredinium van de roest en vormt daar donkerbruine, bolvormige, 90-300 μm grote pycnidia (ongeslachtelijke fase) met een centrale ostiole. De 14-16 µm lange en 4 µm brede, fusoïde conidiën, die worden gevormd in de bruine, dikwandige, conidiogene cellen van het pycnidium, hebben één tussenwand en aan beide uiteinden een korte slijmdraad. De wand van het pycnidium bestaat uit 3-6 donkerbruine, hoekige cellen. Ook de telia worden geparasiteerd.
In de geslachtelijke fase worden perithecia gevormd met asci. De ascosporen zijn 15 μm lang, 3 μm breed en tweecellig.

## Verspreiding
Het roestparasietje komt voor in Europa, Noord-Amerika, Nieuw-Zeeland en in enkele Aziatische landen. Het komt in Nederland uiterst zeldzaam voor.

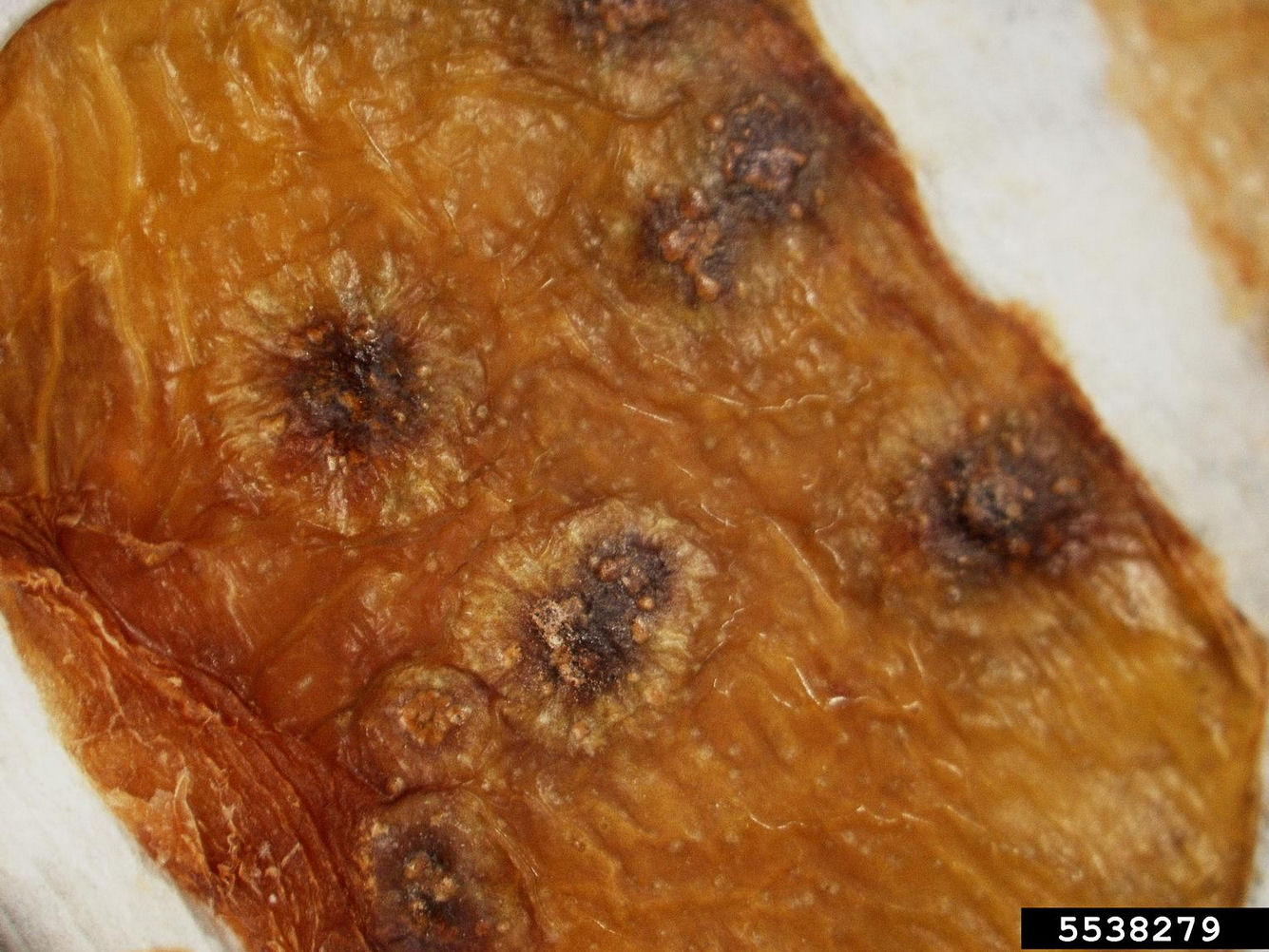
Pycnidia op Prunus
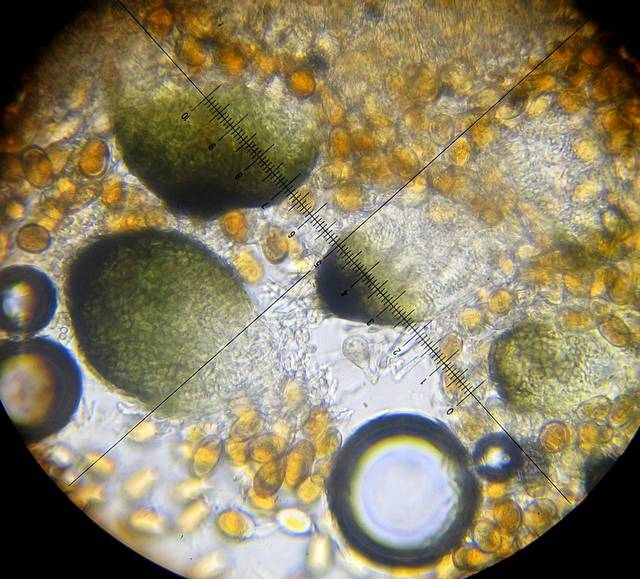
Pycnidia
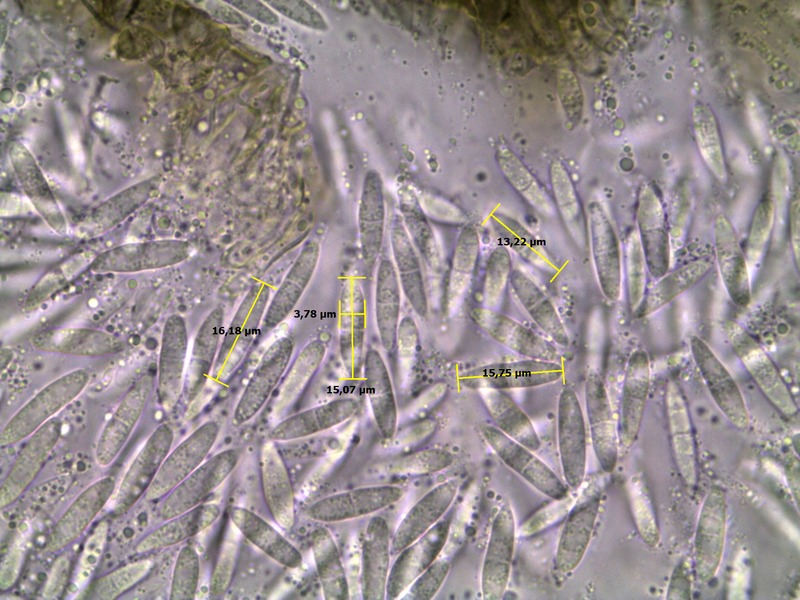
Conidiën